# Ormosia cerrita
Ormosia cerrita är en tvåvingeart som beskrevs av Alexander 1949. Ormosia cerrita ingår i släktet Ormosia och familjen småharkrankar. Inga underarter finns listade i Catalogue of Life.